# Leif Svantesson
Leif Helge Ingvar Svantesson, född 5 april 1919 i Sjuntorp, Fors socken, död 30 juni 2014 i Trollhättan, var en svensk svarvare, målare och tecknare.
Han var son till färgarbetaren Johan Arvid Svantesson och Ingeborg Berta Alfredsson och från 1943 gift med Elvi Lizzi Beata Niklasson. Svantesson bedrev vid sidan av sitt arbete som svarvare konststudier för Ingegerd Lindbom 1942–1943, Sten Teodorsson 1944 samt för Karl Axel Gadd och Rudolf Flink 1945–1946 och i studiesyfte besökte han samtliga nordiska länder. Separat ställde han ut ett flertal gånger i Trollhättan och han medverkade i samlingsutställningar i Göteborg, Vänersborg och Trollhättan. Hans konst består av stilleben, figurkompositioner och landskapsskildringar från trakten kring Trollhättan.